# Éson
Pour les articles homonymes, voir Aison.
 (janvier 2010).
Si vous disposez d'ouvrages ou d'articles de référence ou si vous connaissez des sites web de qualité traitant du thème abordé ici, merci de compléter l'article en donnant les références utiles à sa vérifiabilité et en les liant à la section « Notes et références ».

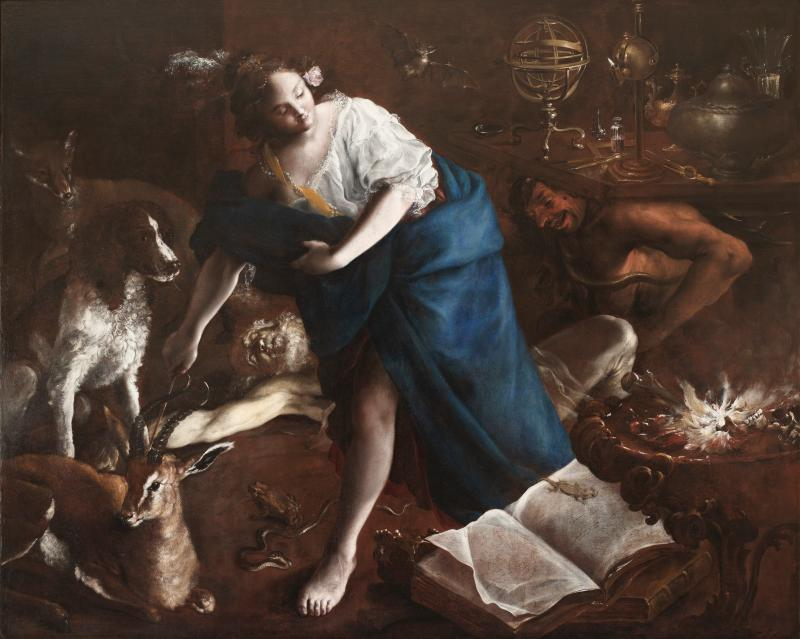
Médée rajeunit Aeson, tableau de Bartolomeo Guidobono, autour de 1700.

Éson, aussi connu sous les formes Aïson ou Æson (en grec ancien Αἴσων / Aísōn) est un héros de la mythologie grecque, fils de Créthée et de Tyro et roi d'Iolcos jusqu'à être supplanté par Pélias. Il est surtout connu pour être le père de Jason.

## Mythe antique
Éson est le fils de Créthée et de Tyro, frère d'Amythaon et de Phérès. Marié à Polymédé, une fille d'Autolycos, il est l'oncle d'Ulysse par sa mère, sœur de Polymédé. Éson est roi d'Iolcos en Thessalie et le père de Jason. D'autres traditions indiquent qu'il serait marié à la fille de Phylacos, Alcimédé.
Son demi-frère Pélias le dépouilla de son royaume qu'il avait reçu de Créthée, et l'assassina avec sa femme. Dans les Métamorphoses d'Ovide, il est rajeuni par la magicienne Médée, à la demande de Jason par piété filiale. Cette tradition est déjà attestée dans les Retours, un poème du Cycle troyen.

## Postérité dans les arts
Le thème du rajeunissement d'Éson par Médée est évoqué par plusieurs peintres de la Renaissance et de l'époque moderne. Dominicus van Wijnen peint La Métamorphose d'Aeson au XVIIe siècle. Le peintre italien Bartolomeo Guidobono peint un Médée rajeunit Æson autour de 1700. Corrado Giaquinto peint un tableau sur le même sujet en 1760.
Évoqué également dans la scène d'ouverture de Médée de Corneille.